# Camp Murray
Camp Murray est le nom d'une zone près de Lakewood dans l'état de Washington qui abrite la Washington Army National Guard (en), la Washington State Guard (en) et la Washington Air National Guard (en) près de la McChord Air Force Base.